# 쏘우 V
《쏘우 V》(Saw V)는 데이비드 해클 감독의 2008년 미국의 공포 영화이다.

## 출연
- 토빈 벨 (Tobin Bell) - 직쏘
- 쇼니 스미스 (Shawnee Smith) - 아만다 영
- 스콧 패터슨 (Scott Patterson) - 스트라엄 요원
- 줄리 벤츠 (Julie Benz) - 브릿
- 미건 굿 (Meagan Good) - 루바
- 코스타스 맨다이어 (Costas Mandylor) - 호프만
- 벳시 러셀 (Betsy Russell) - 질
- 앵거스 맥페이든 (Angus Macfadyen) - 제프
- 도니 월버그 (Donnie Wahlberg) - 에릭
- 대니 글러버 (Danny Glover) - 데이비드 탭

## 트랩
- 진자 트랩(The Pendulum Trap)
  - 도끼가 진자처럼 흔들리면서 내려와 희생자의 허리를 잘라내는 트랩. 탈출하기 위해선 양손을 희생해 구속장치를 풀어야 한다.
- 큐브 트랩(The Cube Trap)
  - 희생자의 머리에 씌워진 유리 상자에 물이 채워져 희생자를 익사시키는 트랩이다.
- 유리관 방(The Glass Confin)
  - 희생자가 방탄 유리관 앞에 위치해 있는 트랩.  사실 유리관 안에 들어가야 살 수 있고, 유리관이 닫히게 되면 열 수 없게 된다. 또 유리관 밖에 있는 사람은 방의 구조가 점차 변해가기 때문에 시간이 지난 후 압살당한다.